# Studebaker President

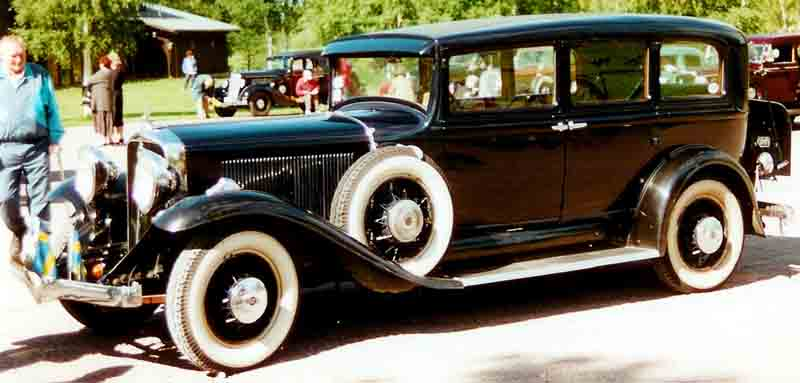
Una Studebaker President Serie 90X sette posti berlina del 1931

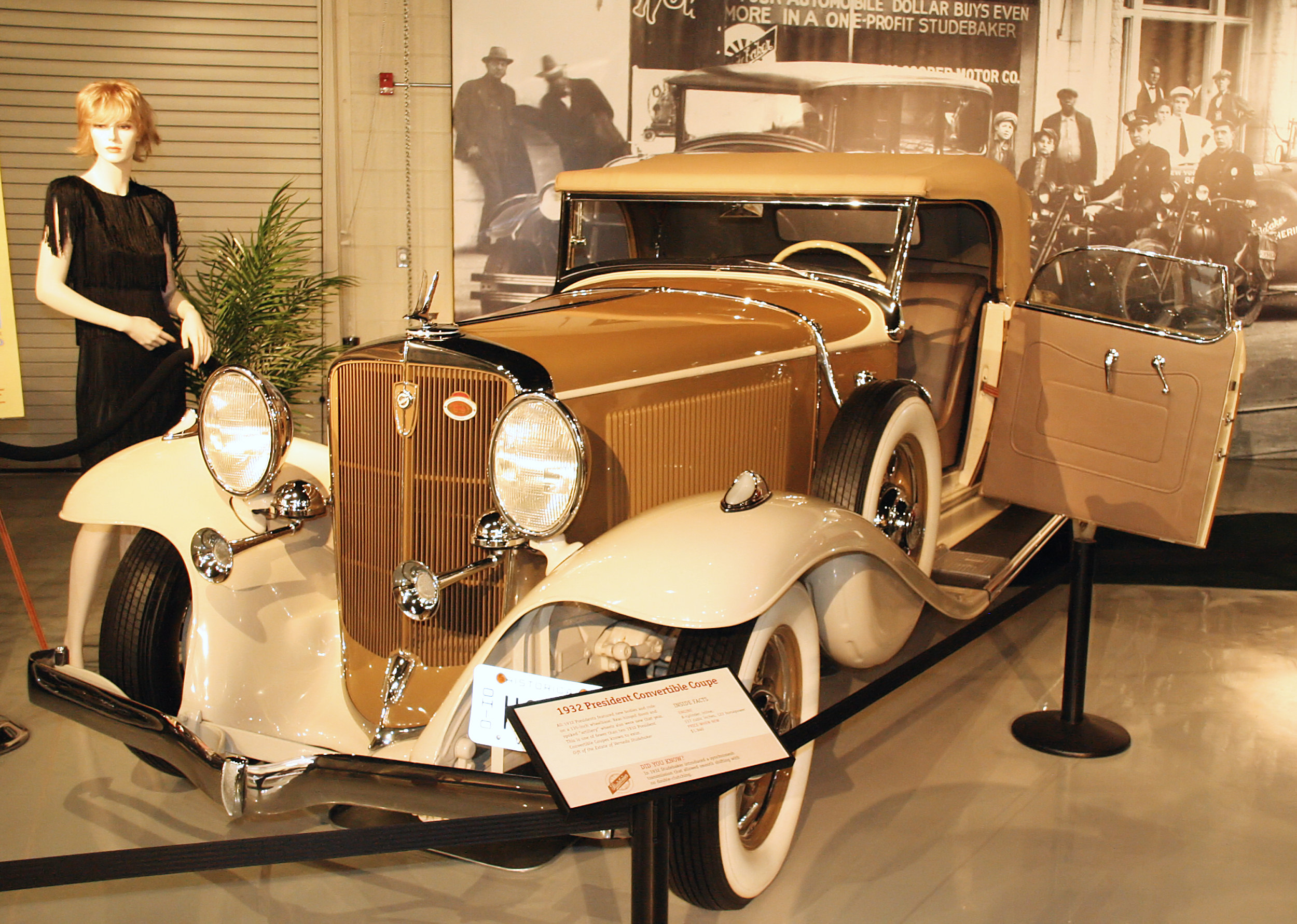
Una Studebaker President Convertible Coupe del 1932 della collezione del Museo Studebaker

La President è un'autovettura costruita dalla Studebaker dal 1926 al 1942. Era il modello di punta della casa automobilistica di South Bend (Indiana, Stati Uniti d'America). La denominazione fu ripresa nel 1955 e fu usata fino alla fine del 1958, quando il nome fu ritirato definitivamente.
Prima del 1926 il modello di punta della Studebaker era la Big Six. La prima autovettura che portò il nome President fu presentata il 23 giugno 1926, ed all'interno della Studebaker era chiamata “modello ES”. Era mossa da un motore a sei cilindri in linea da 5800 cm³ di cilindrata, prima di essere sostituito nel gennaio del 1928 da un più piccolo propulsore a quattro cilindri in linea da 5121 cc. Il presidente della Studebaker, Albert Russel Erskine, spese molti fondi per fare della President la migliore vettura delle strade americane.
Le President stabilirono diversi record di velocità terrestre tra il 1928 ed il 1933, alcuni dei quali furono imbattuti per qualche decennio. Ad esempio alla metà di giugno del 1928 quattro President coprirono 30.000 miglia in 19 giorni; due roadster alla velocità media di 110 km/h e due berline di 96,6 km/h.
Più tardi altre due President stabilirono un altro record, andarono per 24 ore ad una velocità media di 136,85 km/h. Questi nuovi primati, oltre a 102 prove di lunga distanza, diedero alla Studebaker un totale di 114 record per le auto di serie (1928).
La prima novità tecnologica del 1931 fu che l'albero motore era traforato per permettere il passaggio dell'olio motore all'interno dei suoi nove grossi supporti di banco (in questo periodo, i motori ad otto cilindri in linea di altre Case automobilistiche avevano solo cinque supporti di banco); la connessione ad un supporto di banco ogni due cilindri provocava però un'incompleta lubrificazione. Altre novità per incrementare le prestazioni furono delle nuove molle per le valvole ed una nuova marmitta. Con queste implementazioni, la potenza fu aumentata a 122 hp. Furono anche installati un nuovo filtro dell'aria, un rivisitato filtro dell'olio, un rinnovato filtro del carburante, un termostato migliorato ed un dispositivo che consentiva di eliminare le vibrazioni dell'albero motore.
Nel 1932 furono installati dei fari anteriori ovoidali, che diventarono caratteristici della President e degli altri modelli Studebaker. Le President costruite in questo periodo era rivale di marchi più costosi come la Cadillac, la Packard ed i modelli Imperial della Chrysler. La Studebaker però entrò in amministrazione controllata durante il biennio 1933-1934, e l'era delle grandi e imponenti President subì un brusco arresto.
Nel 1934 la Studebaker cambiò la linea dei suoi modelli. La compagnia progettò una nuova carrozzeria, la Land Cruiser, che fu offerta sulla Dictator, sulla Commander e sulla President. La Land Cruiser era facilmente riconoscibile dal profilo estremamente aerodinamico, un lunotto diviso in quattro, la parte posteriore troncata e con passaruota carenati. La nuova
President era più piccola e meno imponente dei modelli precedenti.
Nel 1935 la President e la Commander offrivano come optional una capote in acciaio, similmente alle vetture moderne. Nel 1936 tutte le Studebaker montarono sospensioni tipo “Planar” e un sistema di accensione automatica tipo “Startix” come optional. Le vetture fabbricate dal 1936 mostrarono anche l'influenza del progettista Raymond Loewy, che lavorò alla Studebaker come consulente, ed Helen Dryden, specialista in interni. In questi anni la Studebaker inventò il sistema frenante hill holder, che fu installato anche sulla President.
Nel 1938 la Studebaker offrì la trasmissione tipo “Miracle-Shift”, che aveva una leva montata sul cruscotto. La soluzione non ebbe seguito, dato che già dal 1939 fu abbandonata con un altro sistema con la leva spostata sul piantone dello sterzo.
Nel 1941 la President ebbe una nuova carrozzeria tipo berlina con quattro porte con portiere posteriori incernierate anteriormente, al posto delle convenzionali incernierate posteriormente (“suicide doors”). Questo modello fu chiamato Skyway President, riconoscibile anche dai predellini mancanti. Questo stile continuò anche per la versione più corta del 1942, dopo la quale la produzione cessò. Il nome Skyway fu comunque usato per la versione più corta della Studebaker Champion del 1946.
La Studebaker reintrodusse il nome President nel 1955 quando fu applicato a vetture con allestimento premium, cioè di prim'ordine. Tra questa serie di President la più degna di nota fu la Studebaker Speedster del 1955. Il nome fu utilizzato fino al 1958, quando la Studebaker focalizzò i suoi sforzi verso la compatta Studebaker Lark.

## Lo status di “Classic car”
Il Classic Car Club of America, autorità statunitense per l'accreditamento dello stato di "classic car" (auto classica), riconobbe ai 38.403 esemplari otto cilindri FA & FB Studebaker President prodotte nel 1928, e ad altre prodotte tra il 1929 ed il 1933 (eccetto il modello 82) lo status di “full classics” (pienamente classiche).